# Huân chương Danh dự (Liên bang Nga)
Huân chương Danh dự (tiếng Nga: орден Почёта, chuyển tự: orden Pochyota) là một giải thưởng nhà nước của Liên bang Nga được đề ra theo Lệnh số 442 ngày 2 tháng 3 năm 1994 của Tống thống Nga để công nhận thành tích trong các hoạt động chính phủ, kinh tế, khoa học, văn hóa-xã hội, công cộng, thể thao và từ thiện..
Huân chương Danh dự không phân hạng.